# Raïon de Kizliar
Le raïon de Kizliar (en russe : Кизлярский район) est une subdivision du Daghestan, une république de la fédération de Russie. Son centre administratif est la ville de Kizliar, qui ne fait pas elle-même partie du raïon.

## Géographie
Le raïon de Kizliar s'étend sur 3 047 km2 dans le nord du Daghestan. Il est limité au nord-ouest par le raïon de Tamourovka, à l'est par la mer Caspienne, au sud par le raïon de Babayourt et à l'ouest par la Tchétchénie.

## Administration
Le raïon de Kizliar est formé de 84 villages et ne compte ni commune urbaine ni ville. La ville de Kizliar forme une entité municipale à part.

## Histoire
Le raïon de Kizliar a été créé en 1920. Du 22 février 1938 au 22 mars 1944, il forma l'okroug de Kizliar du kraï d'Ordjonikidze, puis il fit partie de l'oblast de Grozny. Le 9 janvier 1965, il fut rattaché à la république socialiste soviétique autonome du Daghestan. En 1963, le raïon de Kizliar fut incorporé au raïon de Taroumovka. Il fut rétabli en 1965.

## Population

### Démographie
Recensements (*) ou estimations de la population :
| 1959*  | 1970*  | 1979*  | 1989*  | 2002*  | 2010*  |
| ------ | ------ | ------ | ------ | ------ | ------ |
| 20 587 | 36 863 | 42 814 | 49 631 | 57 548 | 67 287 |

### Nationalités
Selon le recensement de 2002, la population du raïon comprenait  :
- 39,7 % d'Avars, y compris leurs sous-groupes ethniques
- 19,0 % de Russes
- 17,5 % de Darguines
- 6,5 % de Nogaïs
- 3,7 % de Lezguines
- 3,6 % de Laks
- 2,6 % d'Azerbaïdjanais
- 1,5 % de Koumyks
- 1,5 % de Routouls
- 1,4 % de Tabarrassans

## Économie
Le raïon est essentiellement agricole. On y pratique l'élevage, la culture des céréales (notamment du riz), des fruits et légumes (melon). La pêche dans la mer Caspienne joue un rôle important dans les villages de la côte.